# 翻滾吧！阿信
《翻滾吧！阿信》，2011年台灣電影，是一部劇情片。導演林育賢以其親哥哥林育信的真實事蹟改編，劇情主要環繞在體操前國手林育信的成長故事，描述他從小刻苦訓練、青少年時期叛逆迷失，到最後重拾體操熱情的過程。由彭于晏、柯宇綸、林辰唏、陳漢典、龍劭華、潘麗麗、夏靖庭、李冠毅、李翌辰、何杰、洪流等人共同演出。而彭于晏為了展現體操選手美好的身材接受了八个月的体能特训，每天至少鍛鍊健身12小時，終於鍛鍊出紮實的「8塊肌」；胸肌也增加至44吋。

## 演員陣容

### 主要角色
| 演員姓名 | 角色姓名 | 介紹 | TVB配音 |
| 彭于晏   | 阿信     | 林育信，體操前國手，曾經患有小兒痲痺症導致長短腳                                                         | 關令翹  |
| 柯宇綸   | 菜脯     | 換帖兄弟，阿信混黑道時的好朋友，一個小混混。學上吸食安非他命，把阿信帶入黑社會，最後死在黑社會兄弟的槍下 | 何承駿  |
| 林辰唏   | 電話秘書 | 甜美女孩，華生電信B.B.Call 接線生（代號599），坐輪椅，曾是游泳選手                                       | 張頌欣  |
| 陳漢典   | 木瓜     | 黑松老大的兒子                                                                                           | 周倚天  |
| 潘麗麗   | 母親     | 阿信的媽媽                                                                                               | 陸惠玲  |
| 夏靖庭   | 黃教練   | 阿信的體操教練                                                                                           | 招世亮  |
| 龍劭華   | 黑松老大 | 宜蘭黑社會老大                                                                                           | 劉昭文  |
| 何杰     | 小樹     | 阿信体操选手的隊友                                                                                       | 張方正  |
| 李冠毅   | 阿賢     | 阿信的弟弟                                                                                               | 胡家豪  |

### 其他角色
| 演員姓名 | 角色姓名 | 介紹             | TVB配音 |
| 洪流     | 外公     | 阿信的外公       |         |
| 李翌辰   | 阿信     | 幼年時期的林育信 | 黃玉娟  |
| 蔡昀佑   | 阿賢     | 幼年時期的林育賢 | 雷碧娜  |
| 吳震亞   | 老大     | 眷村帮老大       |         |

## 電影音樂
主題曲：
《完美落地》曲/詞/唱：亂彈阿翔（陳泰翔）
- 原創電影歌曲：亂彈樂團，主唱：阿翔（叫媽媽／完美落地／翻滾吧）

其他插曲：
- 《一場遊戲一場夢》曲：王文清，詞：王文清，主唱：王傑
- 《愛我好嗎》曲：黃慶元，詞：何啟弘，主唱：蘇慧倫
- 《拯救地球》曲：陳煥昌，詞：陳煥昌，主唱：杜德偉

## 製作團隊簡介
- 制作人： 李烈、黄江丰
- 製片：黃江豐、林宏杰
- 導演：林育賢
- 動作導演: 良永吉
- 動作指導: 鄔汝彬 李文正 張崇玹

- 編劇：王國光、王莉雯、林育賢
- 剪接：廖慶松、陳曉東
- 攝影：夏紹虞
- 原創電影配樂：王希文
- 監製：李烈、黃江豐、馬天宗

## 外景拍攝
臺北市
宜蘭縣
- 五結清水大閘門
- 頂埔車站（旁平交道）
- 台鐵頭城段（鐵路橋下隧道）
- 冬山河
- 壯圍鄉古亭村

## 獎項

### 第48屆金馬獎
- 入圍 最佳男主角-彭于晏
- 入圍 最佳男配角-柯宇綸
- 獲得 原創電影歌曲獎-《完美落地》主唱：亂彈阿翔（陳泰翔）
- 入圍 最佳原著劇本-林育賢+王國光+王莉雯
- 入圍 最佳原創電影音樂-王希文

### 第六屆亞洲電影大獎
- 獲得 最佳男配角-柯宇綸

## 外部連結
- 《翻滾吧！阿信》電影官網 （页面存档备份，存于）
- 翻滾吧！阿信的Facebook專頁
- Yahoo奇摩電影上《翻滾吧！阿信》的資料（繁體中文）
- MSN娛樂上《翻滾吧！阿信》的資料（繁體中文）

- 開眼電影網上《翻滾吧！阿信》的資料（繁體中文）
- 豆瓣电影上《翻滾吧！阿信》的資料 （简体中文）
- 时光网上《翻滾吧！阿信》的資料（简体中文）
- 爛番茄上《翻滾吧！阿信》的資料（英文）
- 香港影庫上《翻滾吧！阿信》的資料（繁體中文）
- 互联网电影数据库（IMDb）上《翻滾吧！阿信》的资料（英文）